# Oecanthus adyeri
Oecanthus adyeri är en insektsart som beskrevs av Otte, D. och R.D. Alexander 1983. Oecanthus adyeri ingår i släktet Oecanthus och familjen syrsor. Inga underarter finns listade i Catalogue of Life.